# P&ART SASANOOOHA
P&ART SASANOOOHA（パンダとササノハ）は日本のダンスミュージックグループである。通称「パンササ」。
1999年に小西康陽プロデュースのリミックスアルバム「フィンガー天国」「PUNCH THE MONKEY!2」にリミキサーとして参加。
翌年の2000年には、西城秀樹のアルバム「Bailamos 2000」07.傷だらけのローラにリミキサーとして参加。
その後も浜崎あゆみ、モーニング娘。、ピチカート・ファイヴなどのリミックスを手がけつつ、2000年3月に1st EP「pandart sasanoooha」、2001年5月に1stアルバム「p&art」をリリースした。

## ディスコグラフィ

### EP
- pandart sasanoooha（2000年3月）
- p&art ep（2001年10月）
- P&ART MUSIC E.P.（2006年2月）

### アルバム
- p&art（2001年5月）
- パンダとササノハ（2004年8月）
- P&ART MUSICパンダと音楽（2005年12月）